# 杨建亭
杨建亭（1948年3月—），男，山东郓城人，中国人民解放军中将。

## 生平
1969年参加中国人民解放军，1985年，担任济南军区政治部政工研究处处长；1995年后任长岛守备师政委、济南军区政治部秘书长。1997年10月起，历任陆军第二十集团军政治部主任、政委。2005年12月，任北京军区副政委。
1998年晋升为少将军衔。2007年7月晋升为中将军衔，2013年3月任第十二屆全國人民代表大會外事委員會委員。